# Javier Cabot
Javier Cabot Duran (en catalán: Xavier Cabot i Duran, nacido el 24 de septiembre de 1953 en Barcelona, Cataluña) es un exjugador internacional de hockey sobre hierba español. Su logro más importante fue una medalla de plata en los juegos olímpicos de Moscú 1980 con la selección de España. 
Es hermano del también profesional en hockey hierba Ricardo Cabot Duran e hijo de Ricardo Cabot Boix.

## Participaciones en Juegos Olímpicos
- Moscú 1980, plata.
- Los Ángeles 1984, 8.